# Недзиця-Замок
Недзиця-Замок (пол. Niedzica-Zamek) — село в Польщі, у гміні Лапше-Нижнє Новотарзького повіту Малопольського воєводства.
У 1975-1998 роках село належало до Новосондецького воєводства.

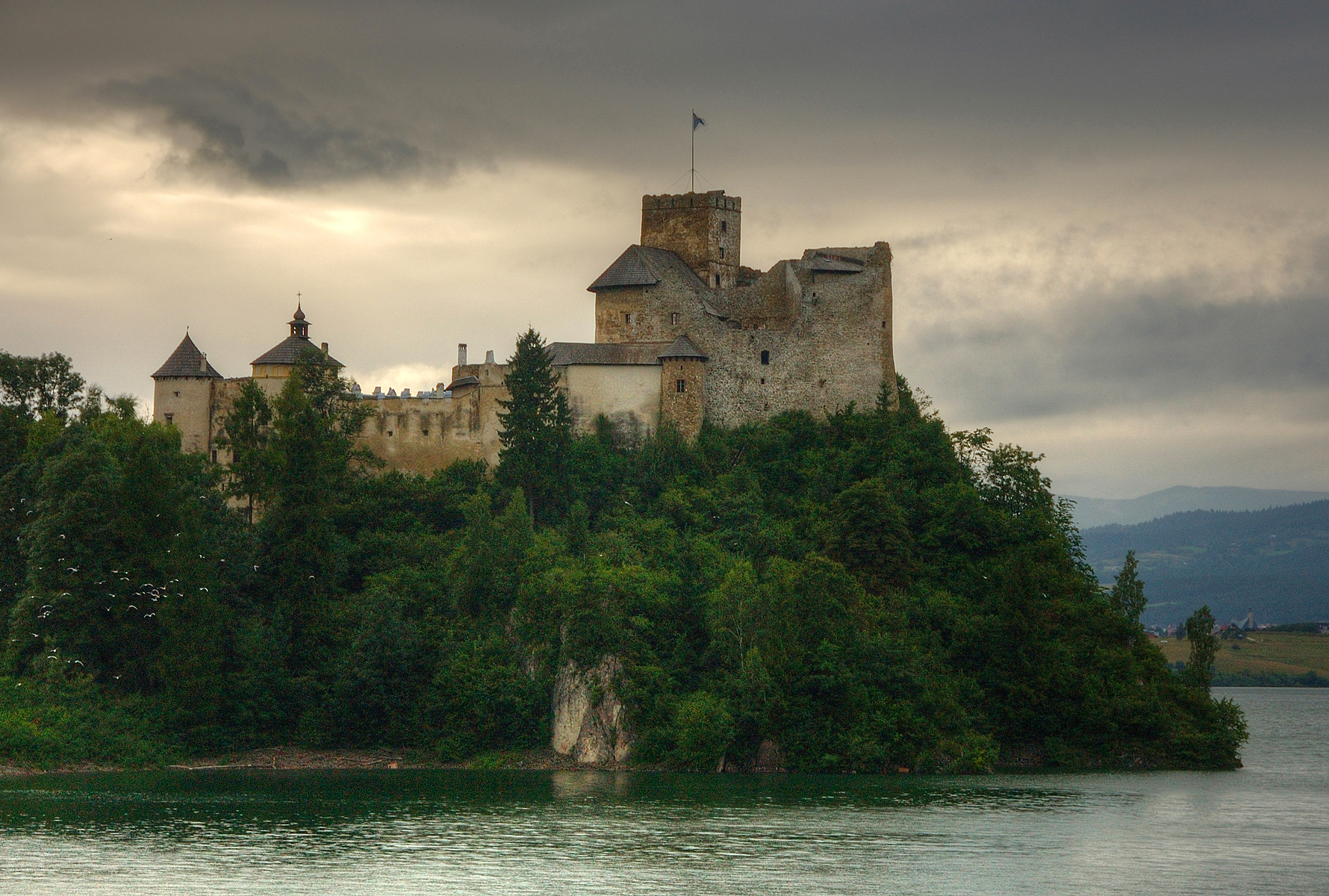
замок «Дунаєць»

На східній околиці села, неподалік від границі з Недзицею, розташований замок «Дунаєць» з чотирнадцятого століття.